# Liste des lacs d'Islande

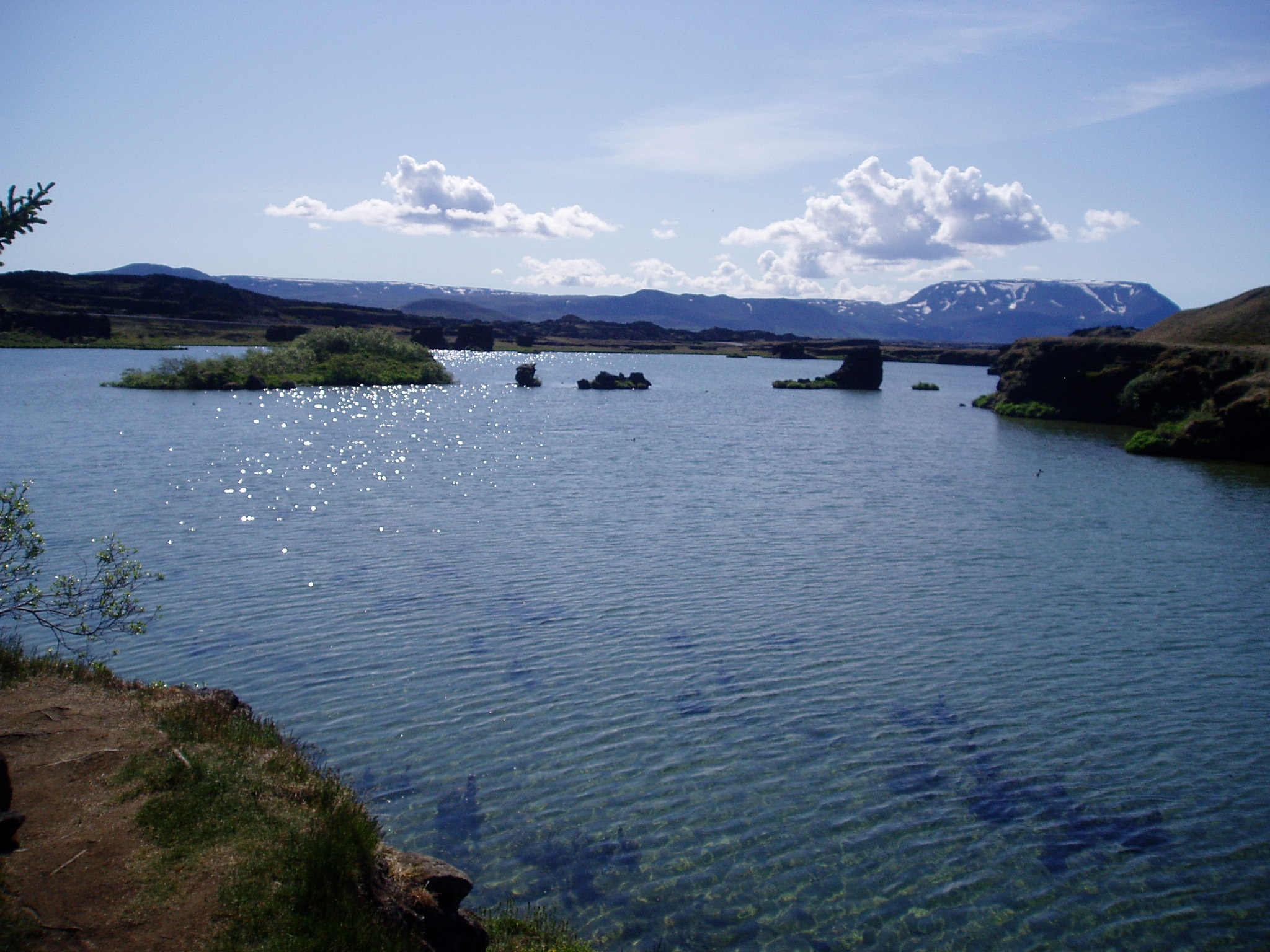
Mývatn

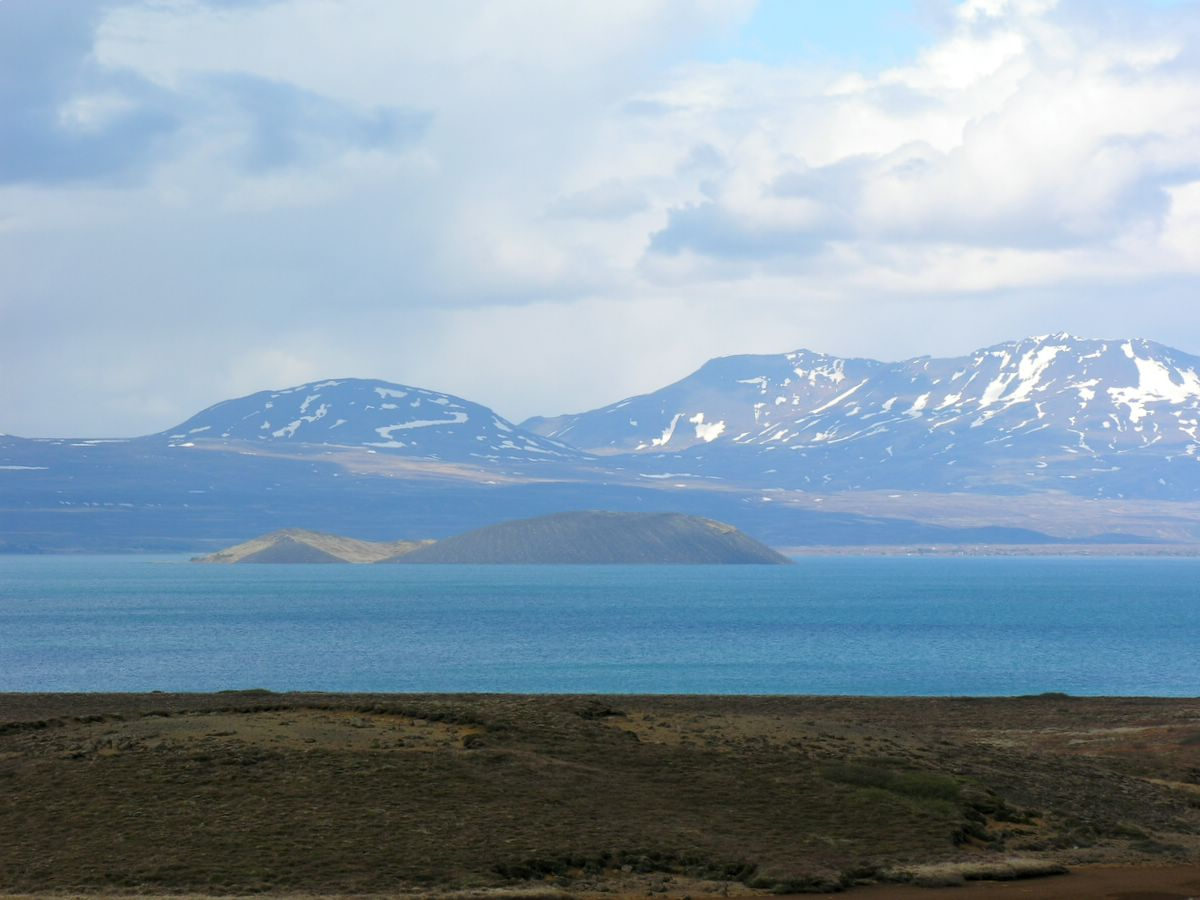
Þingvallavatn

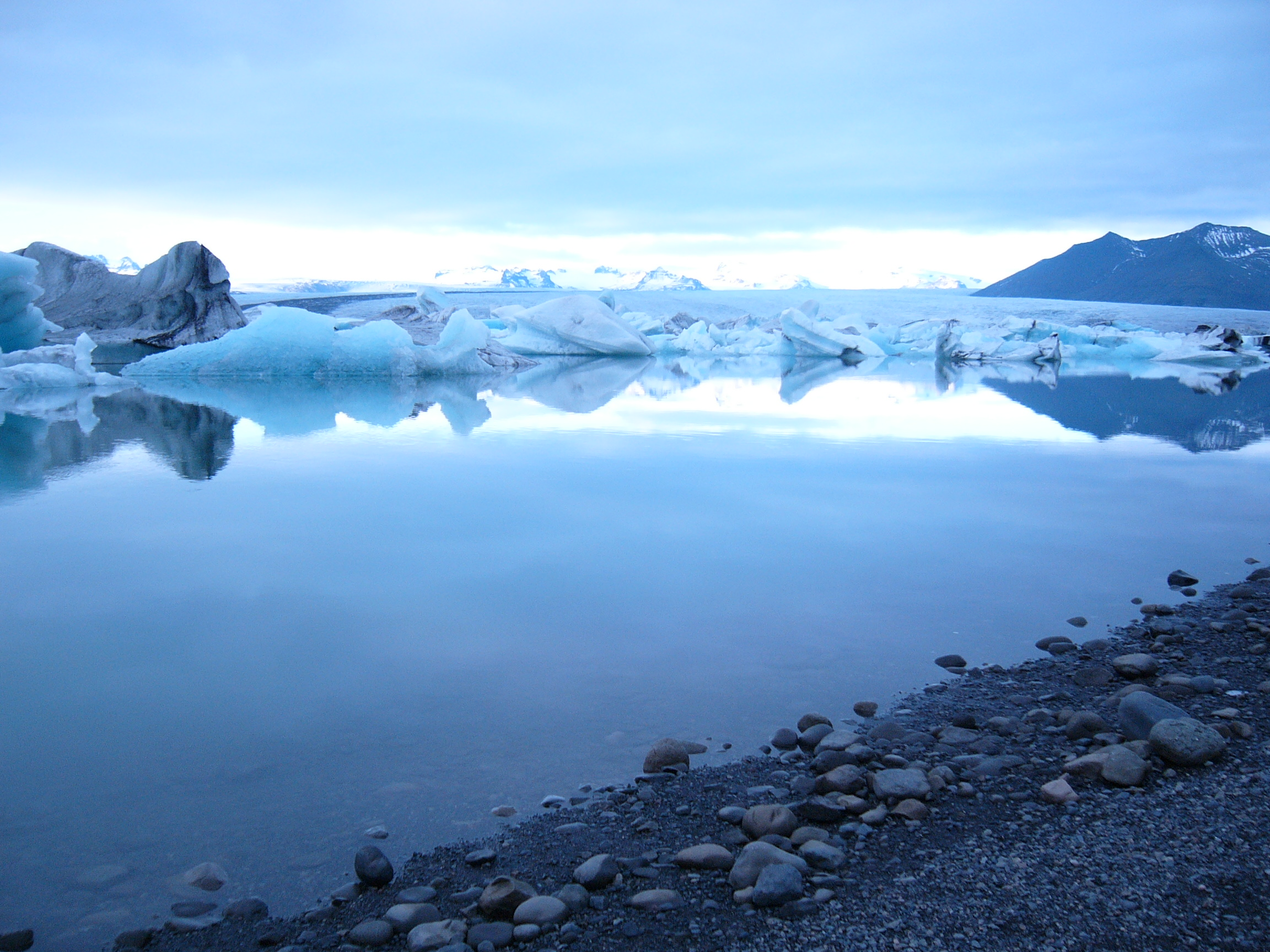
Jökulsárlón

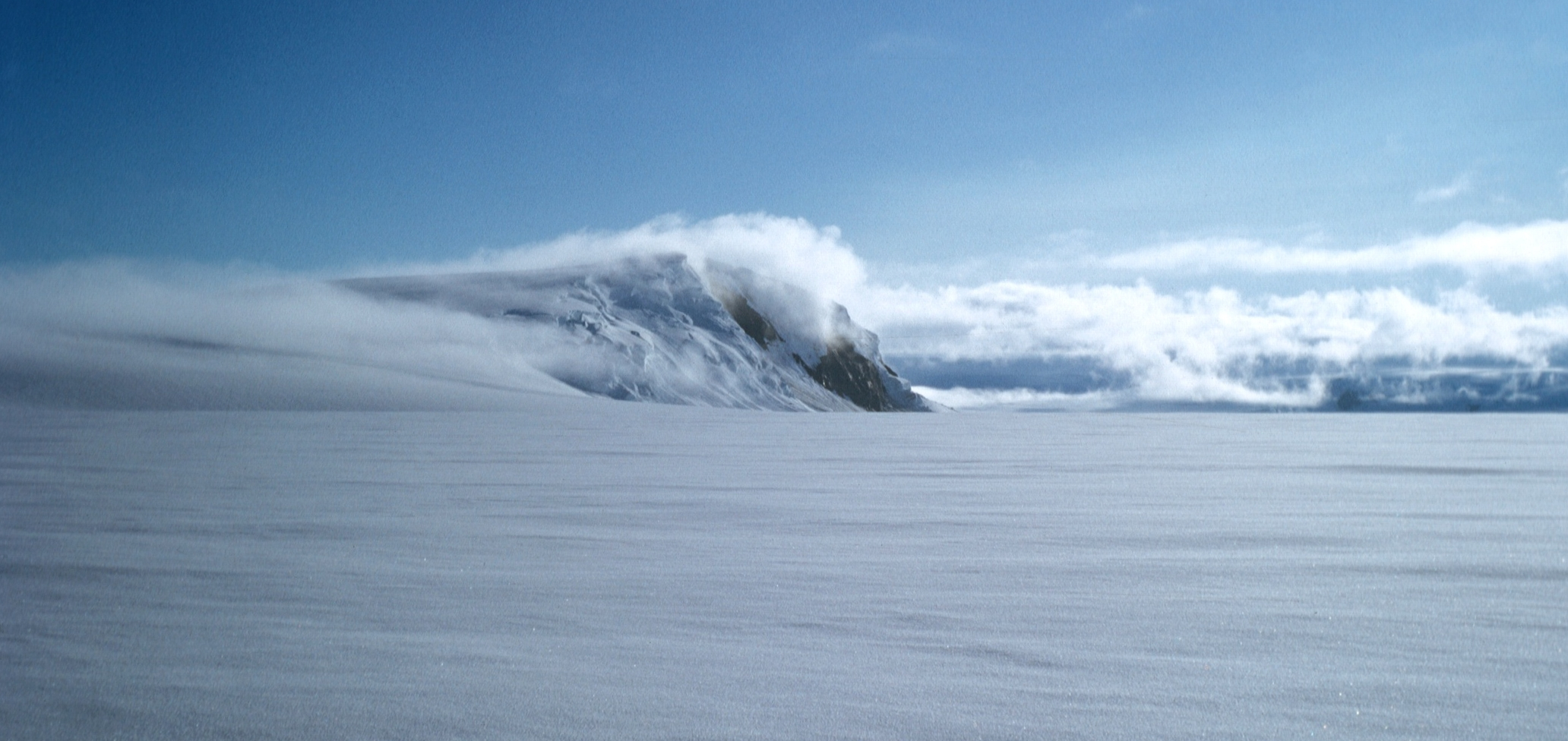
Grímsvötn

Voici la liste des lacs les plus importants d’Islande, par ordre de superficie décroissante (dans le cas où elle est spécifiée).
| Nom             | Superficie (km²) | Altitude (m) | Profondeur maximum (m) | Notes                                                  |
| --------------- | ---------------- | ------------ | ---------------------- | ------------------------------------------------------ |
| Þórisvatn       | 70 à 86          | 561 à 578    | 114                    | Lac réservoir. Sa taille fluctue.                      |
| Þingvallavatn   | 83,7             | 101          | 114                    | Le plus grand lac naturel                              |
| Hálslón         | 57               |              | 200                    |                                                        |
| Blöndulón       | 57               | 101          | 39                     |                                                        |
| Lögurinn        | 52               | 195          | 107                    |                                                        |
| Mývatn          | 36,5             | 277          | 4,5                    |                                                        |
| Hvítárvatn      | 29,4             | 421          | 84                     |                                                        |
| Hóp             | 29 à 44          | 1            | 8,5                    | Lagon, dépendant de la marée                           |
| Langisjór       | 27               | 670          | 75                     |                                                        |
| Kvíslavatn      | 21               |              |                        | Ensemble de lacs réservoirs                            |
| Sultartangalón  | 19               |              |                        | Lac réservoir                                          |
| Grænalón        | 18               |              |                        |                                                        |
| Kleifarvatn     | 10               |              | 97                     | Lac naturel. Sa taille dépend de la situation sismique |
| Skorradalsvatn  | 14,7             | 57           | 48                     | Partiellement lac réservoir                            |
| Sigöldulón      | 14               |              |                        |                                                        |
| Apavatn         | 14               |              |                        |                                                        |
| Svínavatn       | 12               | 123          | 38,5                   |                                                        |
| Öskjuvatn       | 11               |              | 217                    | Plus profond lac d'Islande                             |
| Blöndulón       |                  |              |                        |                                                        |
| Breiðárlón      |                  |              |                        |                                                        |
| Ellíðavatn      |                  |              |                        |                                                        |
| Fjallsárlón     |                  |              |                        |                                                        |
| Frostastaðavatn |                  |              |                        |                                                        |
| Grímsvötn       |                  |              |                        |                                                        |
| Hreðavatn       |                  |              |                        |                                                        |
| Hvalvatn        | 4,1              |              | 160                    |                                                        |
| Hvítavatn       |                  |              |                        |                                                        |
| Jökulsárlón     |                  |              |                        |                                                        |
| Laugarvatn      |                  |              |                        |                                                        |
| Tjörnin         |                  |              |                        |                                                        |
| Víti            |                  |              |                        |                                                        |